# Tsandzile Dlamini
Pour les articles homonymes, voir Dlamini.
Tsandzile Dlamini est une princesse de l'Eswatini ministre des affaires intérieures.

## Enfance et éducation
Dlamini est la fille du roi Sobhuza II et Inkhosikati Gogo Mngometulu et la sœur cadette du roi Mswati III. Elle est titulaire d'un diplôme en psychologie de Boston et d'un master en administration des archives de l'Inde.

## Carrière
Dlamini a travaillé comme archiviste. Elle est nommée membre de l'Assemblée de l'Eswatini en 2003, l'un des dix nominations constitutionnelles autorisées par le roi, ainsi que deux autres frères. En 2008, elle est nommée ministre des Ressources naturelles et de l'Énergie. En 2010, elle est nommée parmi les nombreux ministres autorisés à acheter des « terres de la Couronne » à un prix inférieur à la valeur marchande dans un « accord foncier douteux ». Le 4 novembre 2013, elle est nommée ministre de l'intérieur,.

## Vie privée
Dlamini est marié à Musa Mdluli depuis 1989 et ils ont deux enfants. En 2016, le roi a reçu un cadeau de 140 bovins en guise de lobola.